# Amegilla flammeozonata
Amegilla flammeozonata är en biart som först beskrevs av Dours 1869.  Amegilla flammeozonata ingår i släktet Amegilla och familjen långtungebin. Inga underarter finns listade i Catalogue of Life.